# Orange (Virgínia)
Orange é uma cidade  localizada no estado norte-americano de Virginia, no Condado de Orange.

## Demografia
Segundo o censo norte-americano de 2000, a sua população era de 4123 habitantes.
Em 2006, foi estimada uma população de 4536, um aumento de 413 (10.0%).

## Geografia
De acordo com o United States Census Bureau tem uma área de
8,4 km², dos quais 8,4 km² cobertos por terra e 0,0 km² cobertos por água. Orange localiza-se a aproximadamente 152 m acima do nível do mar.

## Localidades na vizinhança
O diagrama seguinte representa as localidades num raio de 32 km ao redor de Orange.